# Харченко Мусій Гнатович
Мусій Гнатович Харченко (1895 — †?) — сотник Армії УНР.

## Життєпис
Останнє звання у російській армії — підпоручик.
З березня 1918 р. — командир чоти та сотні 2-го Запорізького полку військ  Центральної Ради, згодом — Армії  Української Держави.
З грудня 1918 р. — командир 1-го куреня 4-го Запорізького ім. І. Богуна полку Дієвої армії УНР. У березні 1919 р. кілька днів на посаді в. о. командира цього полку.
З вересня 1919 р. — командир 22-го Запорізького ім. Івана Богуна полку Дієвої армії УНР.
У 1920—1921 рр. служив у 3-му курені ім. Наливайка  1-ї Запорізької дивізії Армії УНР.
Подальша доля невідома.